# Oxford Latin Dictionary
L'Oxford Latin Dictionary (abbreviato come OLD) è un dizionario latino-inglese in due volumi, pubblicato a fascicoli dal 1968 al 1982 dalla casa editrice Oxford University Press. Nel mondo anglosassone è considerata un'autorità fra i lexicon disponibili per lo studio del latino classico. Nel 2012, fu data alle stampe una seconda edizione riveduta alla quale furono apportate correzioni minime.
Il progetto editoriale nacque nel 1933 con l'obbiettivo di realizzare un dizionario di riferimento più moderno del A Latin Dictionary, edito da Lewis e Short nel 1879, e nello stesso tempo meno ambizioso rispetto del Thesaurus Linguae Latinae. L'opera si basa su fonti scritte prima del 200 d.C. e recepisce i progressi della ricerca lessicografica posti alla base dell'Oxford English Dictionary.

## Storia
Sebbene il dizionario latino di Lewis e Short fosse ancora ampiamente utilizzato nel mondo inglese alla fine del diciannovesimo secolo, i suoi difetti erano ampiamente avvertiti fra i classicisti. Nel 1875, vi fu un primo tentativo fallito da parte della Oxford University Press per la creazione di un nuovo dizionario latino-inglese. L'idea dell'Oxford Latin Dictionary ricevette un significativo impulso allorché nel 1924 Alexander Souter pubblicò un articolo sulle carenze del Lewis and Short. fatto che gli guadagnò l'incarico di primo redattore dell'opera.
Nel 1933, iniziò l'elaborazione di una mole di fonti scritte dell'età classica che consisteva in più di un milione di citazioni. Quando Souter lasciò la vita accademica nel '39, furono nominati condirettori Cyril Bailey e JM Wyllie. Dieci anni più tardi, Wyllie rimase l'unico responsabile finché nel 1954 fu sostituito da PGW Glare, a seguito di tensioni con la redazione. Glare diresse il progetto fino all'uscita in stampa della sua prima edizione.
Il dizionario fu originariamente pubblicato in otto fascicoli fra il 1968 e il 1982, al ritmo di uno ogni due anni. Il dizionario completo contiene circa 40.000 voci che coprono 100.000 significati. Il testo ricevette una buona accoglienza all'interno della comunità dei classicisti.
Nel 2012, fu pubblicata una seconda edizione del dizionario composta da due volumi, poiché la rilegatura dell'edizione a volume singolo del 1982 tendeva a rompersi sotto il peso del documento. Redatta nel carattere tipografico Arno testo, presenta una minima revisione del testo del 1982 dalla quale sono state rimosse alcune traduzioni inglesi divenute desuete e arcaiche.
I lettori e gli accademici hanno criticato l'OLD per la censura delle fonti latine successive al secondo secolo, sebbene esso fosse stato presentato fin dall'inizio come un'alternativa moderna del dizionario Lewis and Short del 1879. Il Lewis and Short, in realtà, non fu mai abbandonato in quanto reso liberamente consultabile online, nonché a motivo della sua ineguagliata copertura della tarda latinità e delle eventuali peculiarità semantiche del latino ecclesiastico.
Il Thesaurus Linguae Latinae è molto più ambizioso dell'OLD, ma dopo un secolo sono stati pubblicati solo due terzi di questo dizionario onnicomprensivo.

## Redazione
La redazione dell'opera comprendeva i seguenti studiosi:
CO Brink (1938-1942), 

EA Parker (1939-1946), 

M. Alford (1942-1945), 

John Chadwick (1946-1952), 

BV Slater (1947-1949), 

DC Browning (1949-1950),

WM Edwards (1950-1969), 

JD Craig (1952-1953), 

CL Howard (1952-1958), 

GE Turton (1954-1970), 

RH Barrow (1954-1982),

S. Trenkner (1955-1957), 

RC Palmer (1957-1982), 

GM Lee (1968-1982), 

D. Raven (1969-1970).